# Спитакија
Спитакија (грч. Σπιτάκια) је насељено место у општини Бешичко Језеро у периферији Средишња Македонија, Грчка. Према попису из 2021. године било је 24 становника.
Насеље је подигнуто после Грчког грађанског рата и први пут се помиње на попису из 1961. године са 21 становником.